# بخش بلومفیلد (شهرستان لوگان، اوهایو)
بخش بلومفیلد (به انگلیسی: Bloomfield Township) یک منطقهٔ مسکونی در ایالات متحده آمریکا است که در شهرستان لوگان، اوهایو واقع شده‌است.
 بخش بلومفیلد ۵۹٫۱۲ کیلومتر مربع مساحت و ۴۳۰ نفر جمعیت دارد و ۳۰۶٫۰۲ متر بالاتر از سطح دریا واقع شده‌است.